# Liste der Flaggen im Rhein-Erft-Kreis

Lage des Rhein-Erft-Kreises in Deutschland

Diese Liste enthält alle in der Wikipedia gelisteten Flaggen im Rhein-Erft-Kreis in Nordrhein-Westfalen. Weitere Flaggen von Städten, Gemeinden und Kreisen in Nordrhein-Westfalen sind über die Navigationsleiste am Ende der Seite erreichbar.

## Kreis
| Der Rhein-Erft-Kreis in Nordrhein-Westfalen | Der Rhein-Erft-Kreis in Nordrhein-Westfalen | Wappen des Rhein-Erft-Kreises | Zur Wappen und Flagge des Rhein-Erft-Kreises heißt es in seiner Hauptsatzung: „Unter grünem Schildhaupt, darin ein silberner (weißer) Wellenbalken, gespalten vorne in Gold (gelb) ein rotbewehrter und rotbezungter schwarzer Löwe, hinten in Silber (weiß) ein durchgehendes schwarzes Balkenkreuz.“ (Wappen genehmigt am 20. April 1976) „Der Kreis führt folgende Flagge: Der Kreis führt eine Flagge als Hissflagge in den Farben schwarz-gelb-schwarz im Verhältnis 1:4:1 längsgestreift und mit dem zur Stange ausgerichteten Wappenschild des Kreises auf der mittleren Bahn in der vorderen Hälfte.“ (Flagge genehmigt am 20. April 1976) |

Wichtiger Hinweis
Zur Zeit der Erstellung dieses Artikels befinden sich darin nur wenig Flaggenabbildungen, dafür aber die Platzhalter  für Hissflaggen und  für Banner. Entsprechende Platzhalter  sind auch auf den Wappenlisten üblich und eine Aufforderung, die noch fehlenden Abbildungen zu finden oder zu erstellen und hochzuladen.

## Städte und Gemeinden
| Stadt oder Gemeinde | Hissflagge | Banner | Kommentare |
| ------------------- | ---------- | ------ | --- |
| Stadt Bedburg       |            |        | Genehmigt vom RP Köln am 7. November 1977: „Die Flagge der Stadt zeigt als Banner Rot – Weiß – Rot im Verhältnis 1 : 4 : 1 (längsgestreift mit dem Wappenschild der Stadt in der Mittelbahn leicht über die Mitte hinaus nach oben verschoben) und als Hissflagge Rot – Weiß – Rot im Verhältnis 1 : 4 : 1 (längsgestreift mit dem Wappenschild der Stadt in der Mittelbahn etwas über die Mitte hinaus zur Fahnenstange hin verschoben).“ |
| Stadt Bergheim      |            |        | Genehmigt vom RP Köln am 6. April 1976: „Die Stadt Bergheim führt eine Stadtflagge mit den Farben „Gelb-Schwarz“ mit dem Stadtwappen im Mittelfeld.“ |
| Stadt Brühl         |            |        | Genehmigt vom ??? am ???: „Die Stadt führt ein Wappen, ein Siegel und eine Flagge. Die Flagge hat die Farben blau-gold.“ |
| Stadt Elsdorf       |            |        | Genehmigt vom RP Köln am 13. Dezember 1976: „Grün-Weiß-Grün im Verhältnis 1 : 4 : 1, längsgestreift mit dem zur Stange verschobenen Wappenschild.“ |
| Stadt Erftstadt     |            |        | Genehmigt vom RP Köln am 15. März 1974: „Als Banner: Grün/gelb/grün im Verhältnis 1 : 4 : 1, längsgestreift mit dem Wappenschild der Stadt etwas oberhalb der Mitte. Als Hissflagge: Grün/gelb/grün im Verhältnis 1 : 4 : 1, längsgestreift mit dem Wappenschild der Stadt in der Mitte der vorderen Hälfte.“ |
| Stadt Frechen       |            |        | Genehmigt vom Preußischen Staatsministerium am 22. August 1928: „Die Flagge der Stadt Frechen zeigt die Farben schwarz und gold.“ Es werden auch Flaggen mit dem Wappenschild in der Mitte gezeigt. |
| Stadt Hürth         |            |        | Genehmigt vom RP Köln am 22. Februar 1984: „Von Rot und Weiß im Verhältnis 1:1 langs gestreift, darauf zur Stange verschoben das Wappen der Stadt. Die Flagge kann in Form eines Banners und einer Hissflagge geführt werden.“ |
| Stadt Kerpen        |            |        | Genehmigt vom RP Köln am 20. September 1976: „Als Banner: Gold(Gelb)-Rot-Gold(Gelb) im Verhältnis 1:4:1, längsgestreift mit dem über die Mitte nach oben verschobenen Wappenschild der Stadt. Als Hissflagge: Gold(Gelb)-Rot-Gold(Gelb) im Verhältnis 1:4:1, längsgestreift mit dem zur Stange verschobenen Wappenschild. der Stadt. Die Flagge kann in Form eines Banners und einer Hissflagge geführt werden.“ |
| Stadt Pulheim       |            |        | Genehmigt vom RP Köln am 26. September 1977: „Weiß-Blau-weiß längsgestreift im Verhältnis 1:3:1 mit dem über die Mitte nach oben verschobenen Wappenschild der Stadt auf der mittleren Bahn.“ |
| Stadt Wesseling     |            |        | Genehmigt vom RP Köln am 14. Oktober 1988: „Das Banner ist im Verhältnis 1:1 längsgestreift: Weiß, darin in der Mitte ein roter Löwe, und Rot, darin in der Mitte ein weißer Lilienstab mit Querbalken am unteren Ende und zwei darauf stehenden einander zugekehrten weißen Vögeln. Die Flagge ist im Verhältnis 1:2 quergestreift: Weiß, darin in der Mitte ein roter Löwe, und Rot, darin in der dem Löwen zugewandten Hälfte ein weißer Lilienstab mit Querbalken am unteren Ende und zwei darauf stehenden einander zugekehrten weißen Vögeln.“ (Symbole des Wappens) (Wappen genehmigt durch den Oberpräsidenten der preußischen Rheinprovinz am 4. Januar 1937 und bestätigt durch den RP Köln am 2. Juni 1977) |